# Timbal (plato)

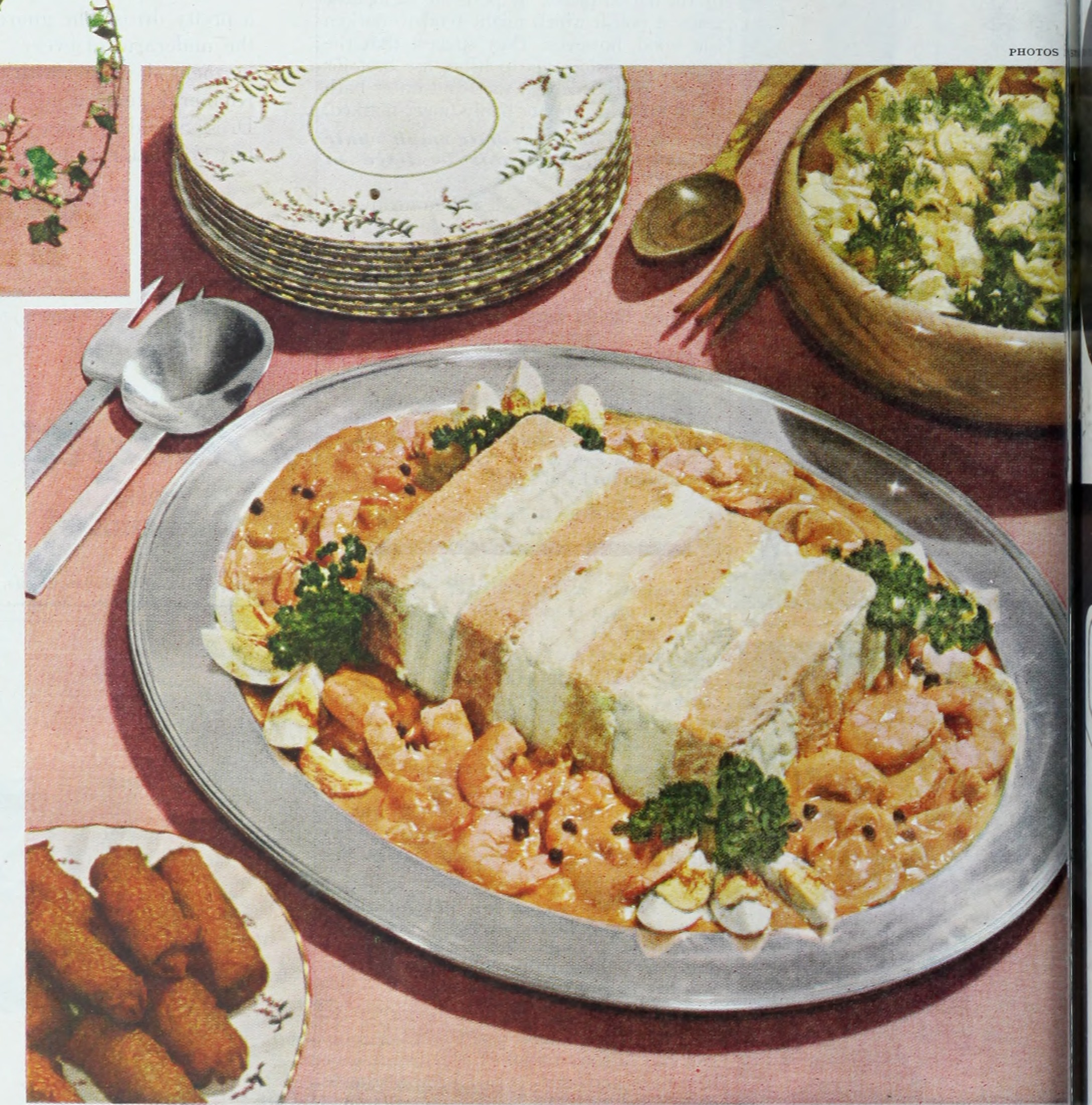
Un timbal de salmón y lenguado.

En la gastronomía, un timbal es un tipo de platillo con un relleno completamente envuelto por una corteza.  La corteza puede ser de hojaldre, rebanadas de pan, arroz, o hasta rodajas de vegetales.  El sartu di riso es un timbal con corteza de arroz. El timballo di Melanzana utiliza tiras superpuestas de berenjena para envolver el relleno, que puede ser un amplio rango de carnes precocidas, salchichas, quesos, vegetales, y pastas con formas combinados con hierbas y especias y una salsa roja o blanca, espesada con migas de pan si fuera necesario. El platillo armado luego es horneado, para que la corteza se dore y se caliente el relleno a la temperatura para servirlo.